# Martín Ramírez (pintor)
Martín Ramírez (Tepatitlán de Morelos, 30 de marzo de 1895-California, 12 de febrero de 1963) fue un pintor autodidacta mexicano.

## Biografía
Vivió en los Estados Unidos en instituciones de enfermos mentales, ya que padecía de esquizofrenia.
Ramírez nacido el 30 de marzo de 1895 en Tepatitlán de Morelos, Jalisco, México. Emigró a los EE. UU. en 1925 y se empleó como ferroviario. Los últimos 33 años de su vida los pasó recluido en un hospital de enfermos mentales en el norte de California, donde realizó su producción pictórica. Martín Ramírez es uno de los pintores representantes del arte marginal. Sus raíces profundamente mexicanas se encuentran constantemente en su pintura. En EE. UU. es considerado como un pintor mexicano-estadounidense.
Murió el 12 de febrero de 1963 de una pulmonía en el hospital donde había estado recluido varias décadas.
En 2007 el American Folk Art Museum en Nueva York hizo una retrospectiva sobre su obra.